# マンネングサ属

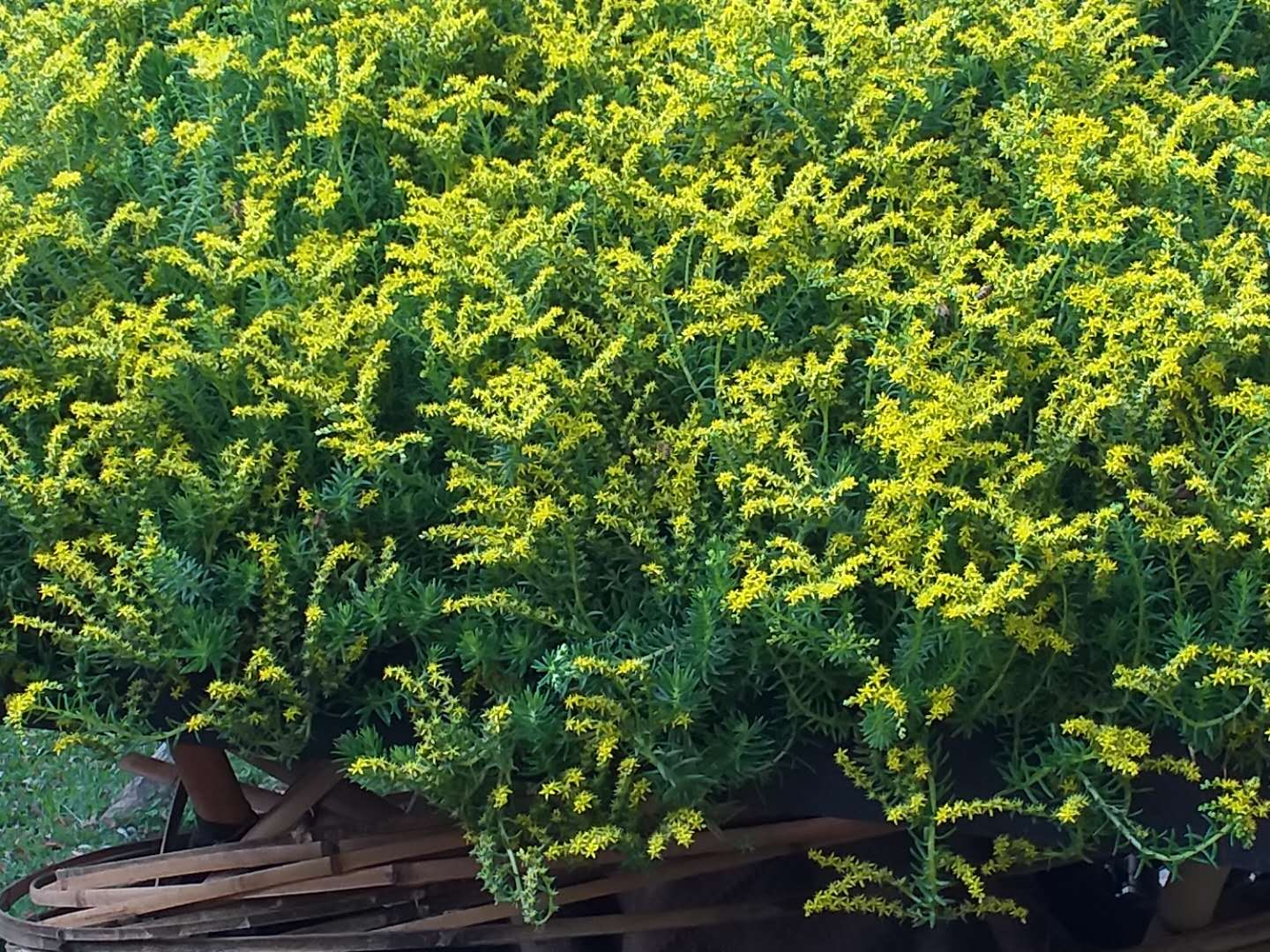
Sedum lineare

マンネングサ属，またはセダム属（マンネングサぞく、学名: Sedum）は、ベンケイソウ科に属する属である。かつての和名はベンケイソウ属と言ったが、ムラサキベンケイソウ属にベンケイソウなどが分割されたので、現在はマンネングサ属と言う。キリンソウ属の名が使われたこともある。園芸では学名仮名書きのセダムが通用する。
園芸品種のニジノタマやメキシコマンネングサなどの種がこの属に属する。

## 形態・生態
背が低い草もあれば、やや立ち上がるものもあるが、総じてベンケイソウ科の中では小さめで、盛んに枝分かれしてよく殖える。
葉は粒状や棒状。
開花期には黄色や白い花が咲く。花序は集散花序、一部は総状花序で、花序には葉状の包がつく。
岩盤面の隙間のような、乾燥かつ貧栄養状態にあるわずかな土壌でも生育可能な丈夫な植物である。

## 分布
アジア、ヨーロッパ、北アメリカ大陸など世界各地に分布する。

## 人間との関わり
日本では石垣などの被覆に使われたこともあり、また多肉植物として栽培されるものも多い。また、乾燥、高低温、塩害、アルカリ性に強く、屋上緑化に適した植物としても注目・利用されたが、日本の夏の高温多湿下では蒸れに弱く、病気で衰退してしまう、マンネングサの葉は小さい上にCAM型光合成を行う特性上、水分の蒸発量が少ないので緑化による冷却効果が少ない、などの理由から廃れつつある。
一方、園芸面では外来種のセダムや品種改良された物などを中心に様々な物が多肉植物の愛好家を中心に好まれている。植物体が小型の種が多く、狭いスペースでも管理出来、室内管理も容易。さらには栽培自体も比較的容易いため、近年急速に普及してきており、2021年現在はホームセンターや百均ショップなどでも多肉植物の専用コーナーが設置されるまでになっており、そうした売り場では多種多様なセダム類を見ることが出来る。多肉植物のみを扱う園芸業者も複数存在する。またセダム類など多肉植物を中心に集める愛好家はタニラーと呼ばれている。

## 日本で見られるマンネングサ
世界に約400種があるが、近年の研究によるとこの属は多系統であり細分割されつつある。（キリンソウとその仲間はは近年の葉緑体DNAの解析より遠縁とされキリンソウ属 Phedimus に分類されたためここでは割愛する。）
- - ウスユキマンネングサ　Sedum hispanicum　ヨーロッパ中部～小アジア原産　東北地方、北海道に帰化。
  - ウンゼンマンネングサ　Sedum polytrichoides　本州（中国地方）・四国（小豆島）・九州に分布、山地の岩上に自生する。環境省カテゴリ：絶滅危惧Ⅱ類（VU)
  - オウシュウマンネングサ　Sedum acre　ヨーロッパ、北アフリカ原産　主に北海道に帰化。
  - オオメノマンネングサ　Sedum rupifragum　島根県の立久恵峡のみに分布。環境省カテゴリ：準絶滅危惧（NT）
  - オカタイトゴメ　Sedum oryzifolium var. pumilum　原産地不明の帰化植物、道端や空き地や家のまわりに固まって生える。
  - オノマンネングサ　Sedum lineare　古い時代に帰化したと思われる、日本では結実しない。
  - コウライコモチマンネングサ　Sedum rosulatobulbosum　対馬、壱岐島に分布。
  - コゴメマンネングサ　Sedium uniflorum　九州南部から沖縄の海岸の岩場に自生。
  - コモチマンネングサ　Sedum bulbiferum　道ばたなどでもよく見かける越年草、茎の葉の付け根にムカゴを生じることにより繁殖する。
  - サツママンネングサ　Sedum satsumense 鹿児島県特産。環境省カテゴリ：準絶滅危惧（NT）
  - シンジュボシマンネングサ　Sedum bithynicum シノニム Sedum pallidum var. bithynicum トルコ原産、園芸目的で植栽されたものが野生化、青白い棒状の葉で花は白い。園芸上ではウスユキマンネングサと間違って流通することが多い。別名トルコセダム。
  - タカネマンネングサ　Sedum tricarpum　本州（中国地方）、四国、九州の山間部や渓谷の湿った岩場や樹木に生える、柱頭が３つしか無い。
  - タイトゴメ　Sedum oryzifolium　関東地方以西の本州・四国・九州・奄美大島の海岸の岩場に自生する。
  - ツルマンネングサ　Sedum sarmentosum　別名「垂盆草」。中国、朝鮮半島原産の帰化植物、日本では結実しないがセダム属の割には比較的成長が早く千切れ葉や茎などで容易く再生するため広範囲で自生株がよく見られる。生薬利用や食用利用がある。
  - ナガサキマンネングサ　Sedum nagasakianum　九州西部の海岸近くの岩場等に自生。
  - ハコベマンネングサ　Sedum drymarioides　長崎県の石灰岩地に希に産する越年草。別名ナナツガママンネングサ、ケマンネングサ。環境省カテゴリ：絶滅危惧ⅠA類（CR)
  - ハママンネングサ　Sedium formosanum　九州南西部、沖縄に分布、海岸近くの崖や岩場などに生育する。別名タカサゴマンネングサ、シママンネングサ。環境省カテゴリ：準絶滅危惧（NT）
  - ヒメマンネングサ　Sedum zentaro-tashiroi　長崎県に分布。
  - ヒメレンゲ　Sedum subtile　関東以西の本州、四国、九州の渓流の岩上に自生する。
  - マツノハマンネングサ　Sedum hakonense　埼玉県、東京都、山梨県、神奈川県、静岡県に分布、山地の落葉樹の幹に着生する。環境省カテゴリ：絶滅危惧Ⅱ類（VU)
  - マルバマンネングサ　Sedum makinoi　本州、四国、九州の山地の岩場に自生。
  - メノマンネングサ　Sedum japonicum　本州、四国、九州の岩場などに自生。
  - モリムラマンネングサ　Sedum japonicum f. morimurae　原産地不明の帰化植物。
  - ミヤママンネングサ　Sedum japonicum var. senanense　本州の中部地方から近畿地方にかけて分布、亜高山や高山に自生。
  - メキシコマンネングサ　Sedum mexicanum　原産地不明の帰化植物。
  - ムニンタイトゴメ　Sedum japonicum ssp. boninense　小笠原諸島固有種で、夏季は地上部は枯れ、地中に形成された鱗茎のみで休眠する。環境省カテゴリ：絶滅危惧ⅠB類（EN）
  - ヤハズマンネングサ　Sedum tosaense　徳島県と高知県の石灰岩地に分布、環境省カテゴリ：絶滅危惧Ⅱ類（VU)

近年では在来種ではないが、園芸種になっている姫笹（または笹姫）や虹の珠などが野に自生してるのを見かけることもしばしばであるが、これらは、意図的に植えられたとゆうより、台風などの暴風雨などが原因でちぎれた葉や茎が根付いて定着してしまったものである可能性が高い。こうした外来種のセダムは耐寒性の面で冬越しが困難なケースが多く、また植物自体の成長も比較的遅いため急速に増殖することはなく今のところ深刻な外来問題などは引き起こしていない。

## 様々なマンネングサ

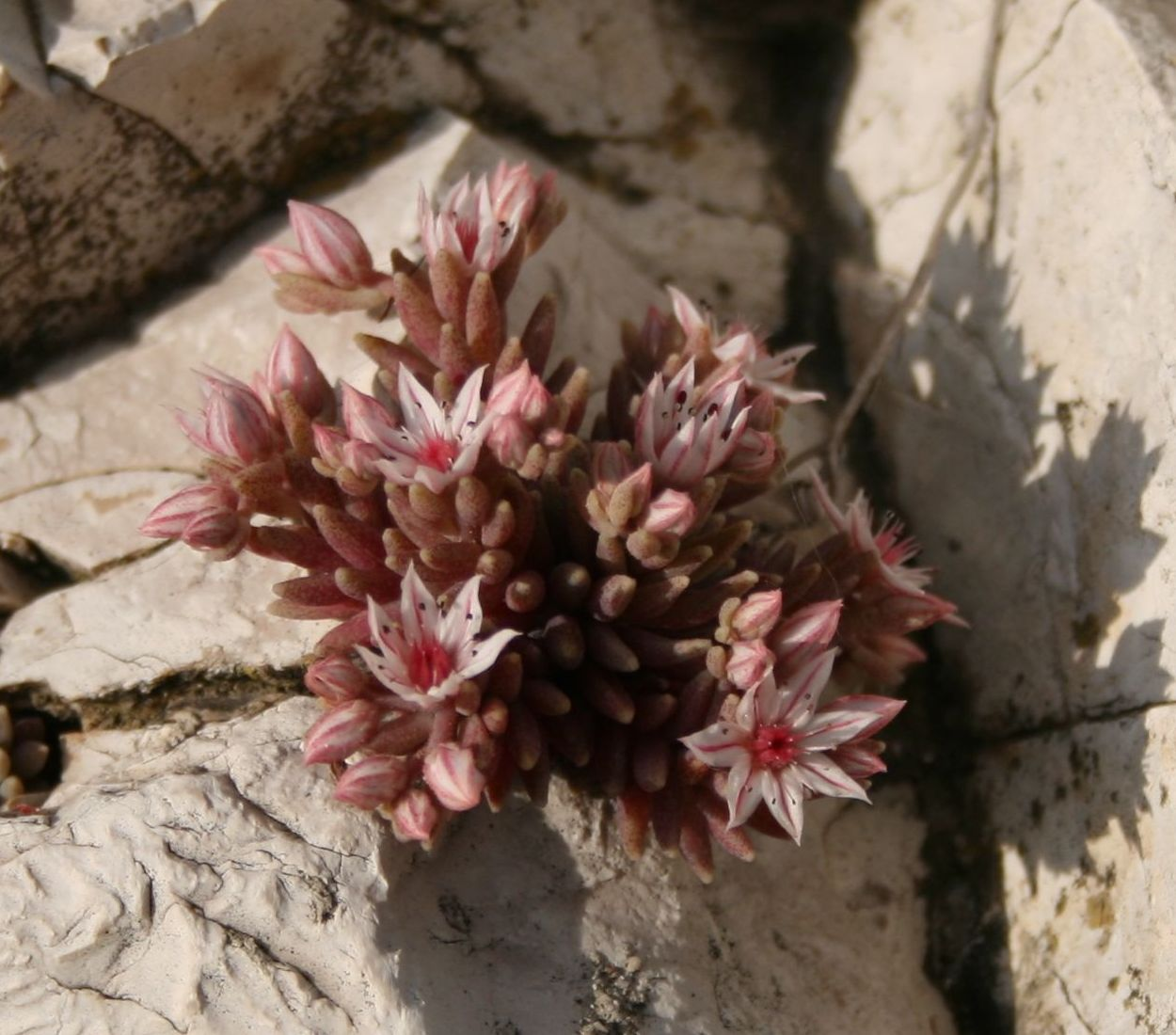
ウスユキマンネングサ
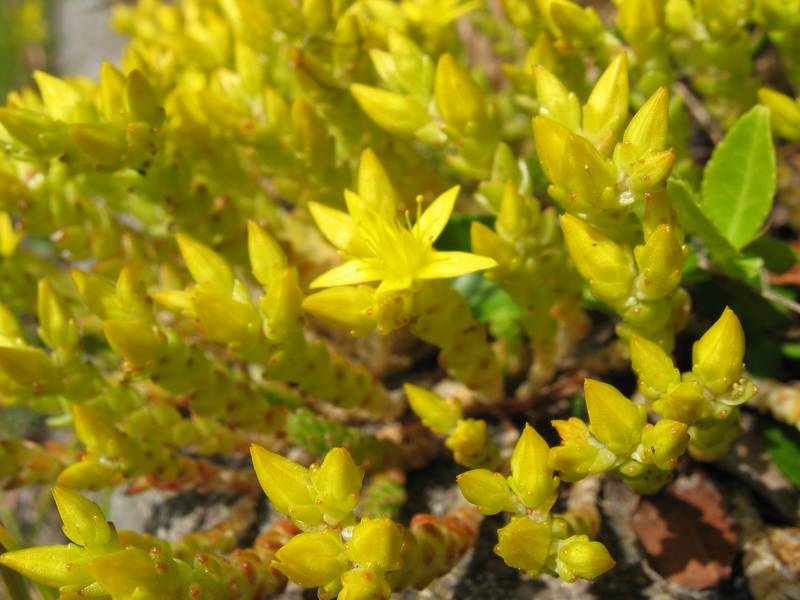
オウシュウマンネングサ
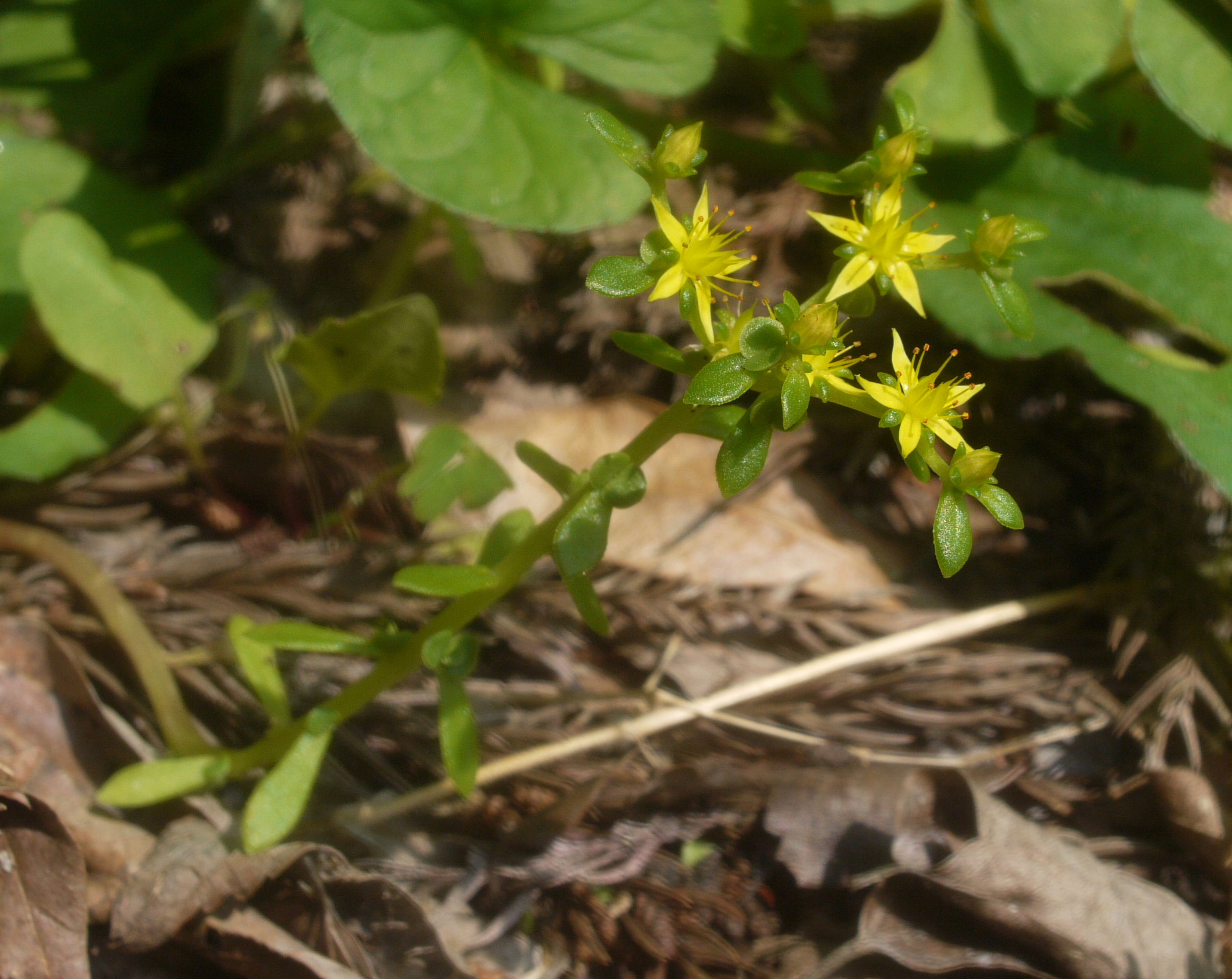
コモチマンネングサ
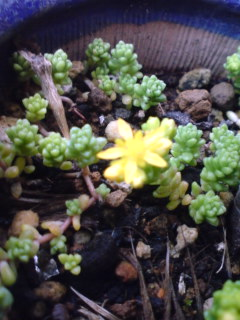
コゴメマンネングサ
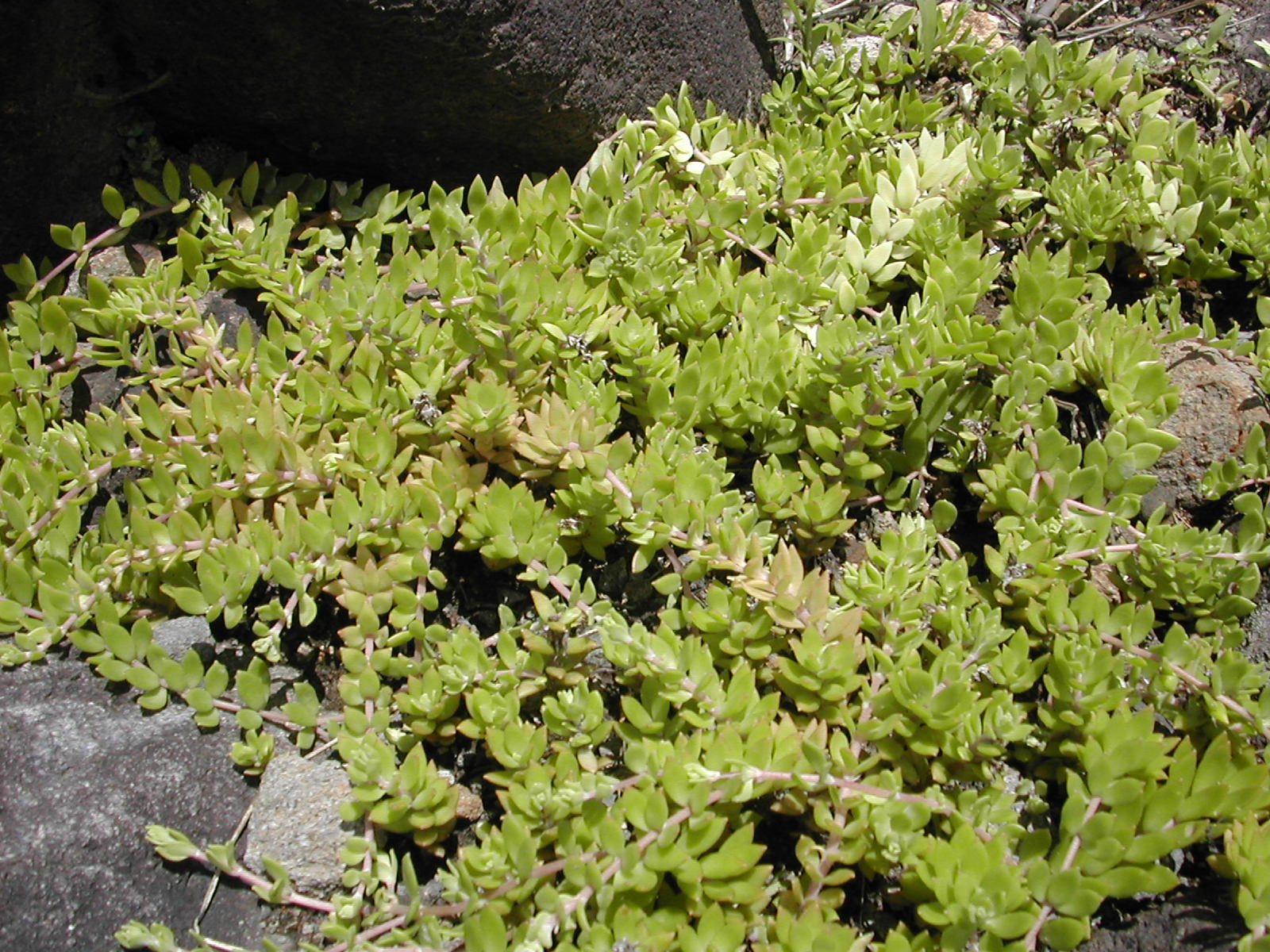
ツルマンネングサ
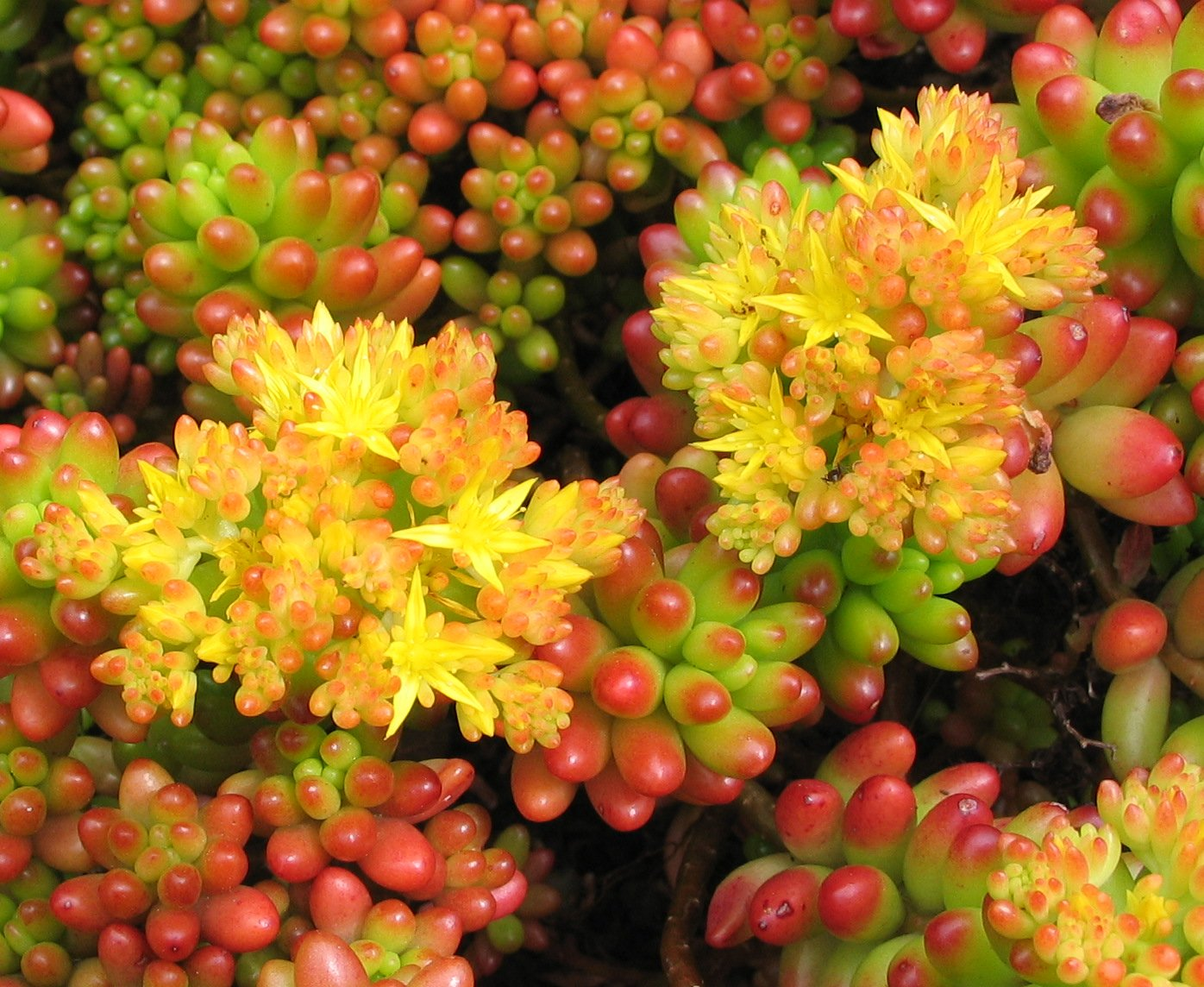
ニジノタマ
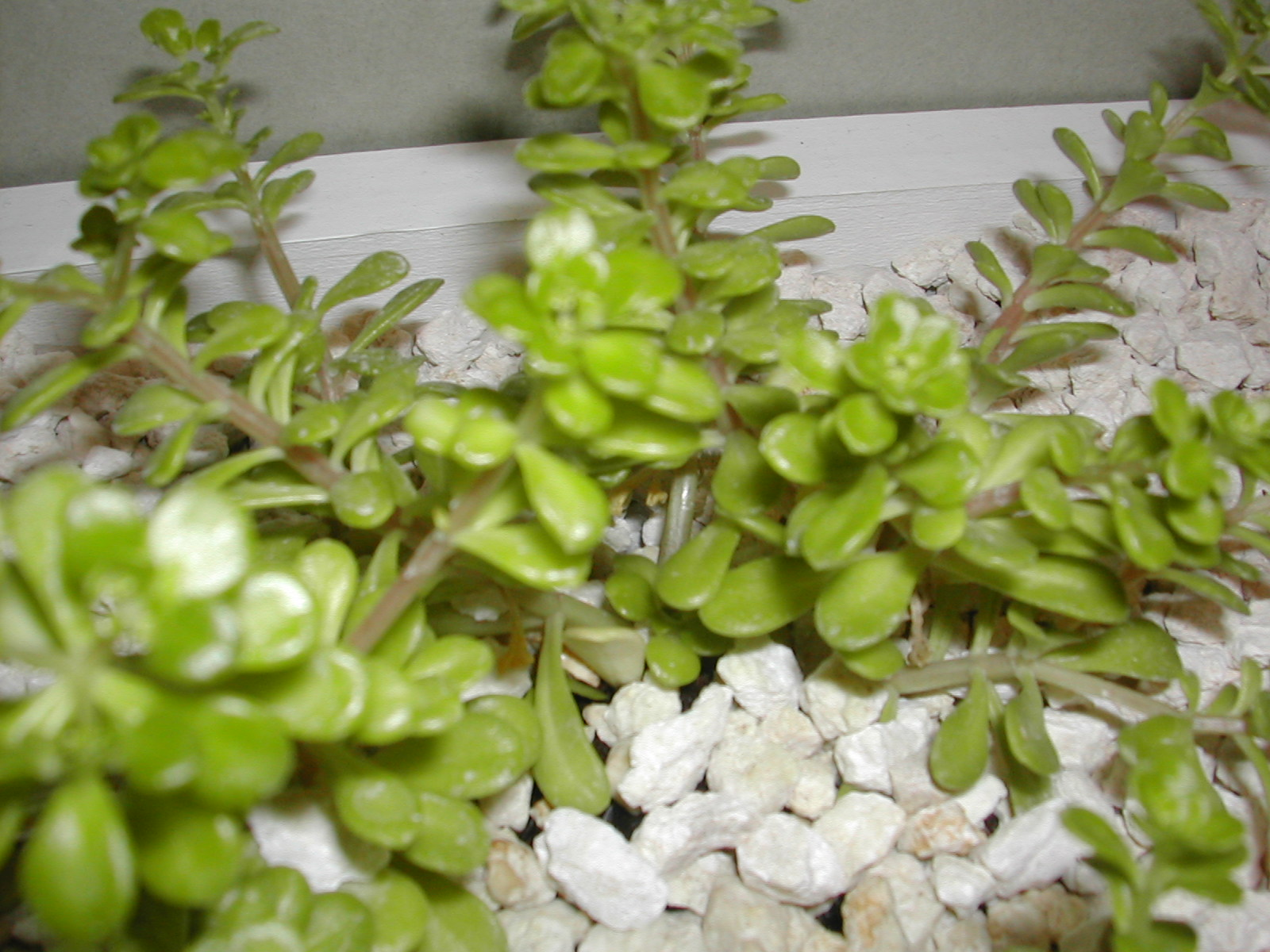
ハママンネングサ
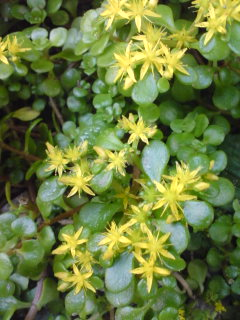
マルバマンネングサ